# Oké4Kids
Oké4Kids was een serie cd's met christelijke muziek voor basisscholieren, waar bekende christelijke artiesten zoals Elly en Rikkert, Marcel & Lydia Zimmer en Herman Boon aan meewerkten. Er zijn meer dan 400.000 cd's over de toonbank gegaan. Er zijn in totaal twintig edities verschenen. Van 1998 tot en met 2018 werd er ieder jaar (m.u.v. 1999) een nieuwe thema-cd van Oké4Kids uitgebracht, rond de Christelijke Kinderboekenmaand. In 2019 verscheen als afsluiting een verzamel-cd met de beste liedjes sinds 2012.

## Cd's
- 1998 - Goed gestemd
- 2000 - Ik ken je wel
- 2001 - Vrij zijn
- 2002 - Kom aan boord
- 2003 - Spoorzoeken
- 2004 - Toontje hoger
- 2005 - Wonderlijk
- 2006 - Ezelsoren
- 2007 - Ontdekt!
- 2008 - Dichterbij
- 2009 - Heerlijk
- 2010 - Kijk es
- 2011 - Lef!
- 2012 - En wie ben jij?
- 2013 - Hé, doe je mee?
- 2014 - In de wolken
- 2015 - Weet je?!
- 2016 - Vertel nog eens...
- 2017 - Bibbers
- 2018 - Door dik en dun
- 2019 - Op reis (compilatie)